# Melinoides detersaria
Melinoides detersaria là một loài bướm đêm trong họ Geometridae.